# Euchromia sperchia
Euchromia sperchia är en fjärilsart som beskrevs av Pieter Cramer 1777. Euchromia sperchia ingår i släktet Euchromia och familjen björnspinnare. Inga underarter finns listade i Catalogue of Life.